# بویان زدشار
بویان زدشار (به انگلیسی: Bojan Zdešar) (زادهٔ ۳۰ نوامبر ۱۹۸۴) شناگر اهل اسلوونی است.